# Georg Emil Müller
Georg Emil Müller (* 11. Oktober 1857 in Borna; † 4. Oktober 1928 in Pillnitz) war ein deutscher Orgelbauer und Harmonium-Hersteller.

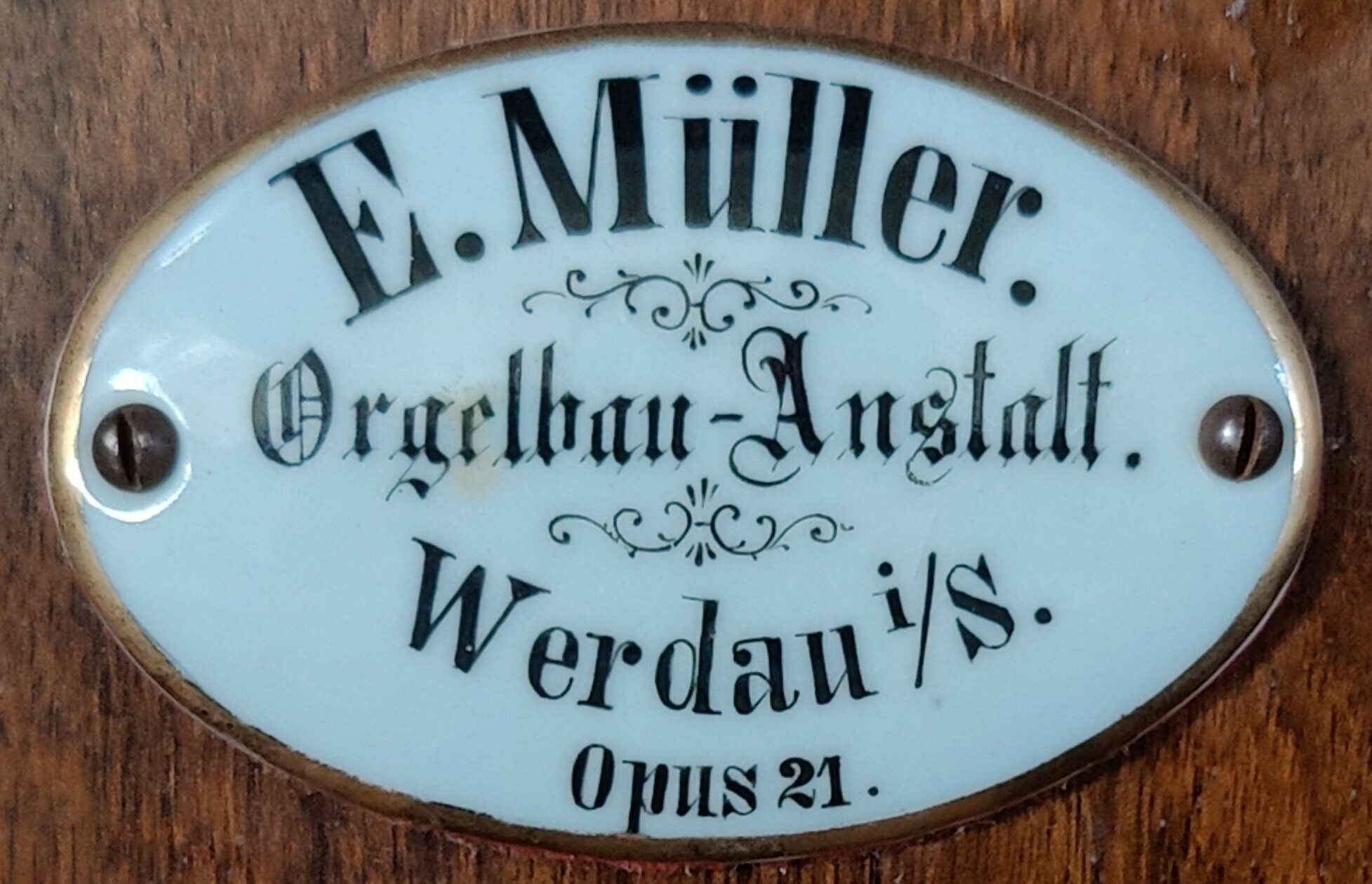
Firmenplakette in Künsdorf (1898)

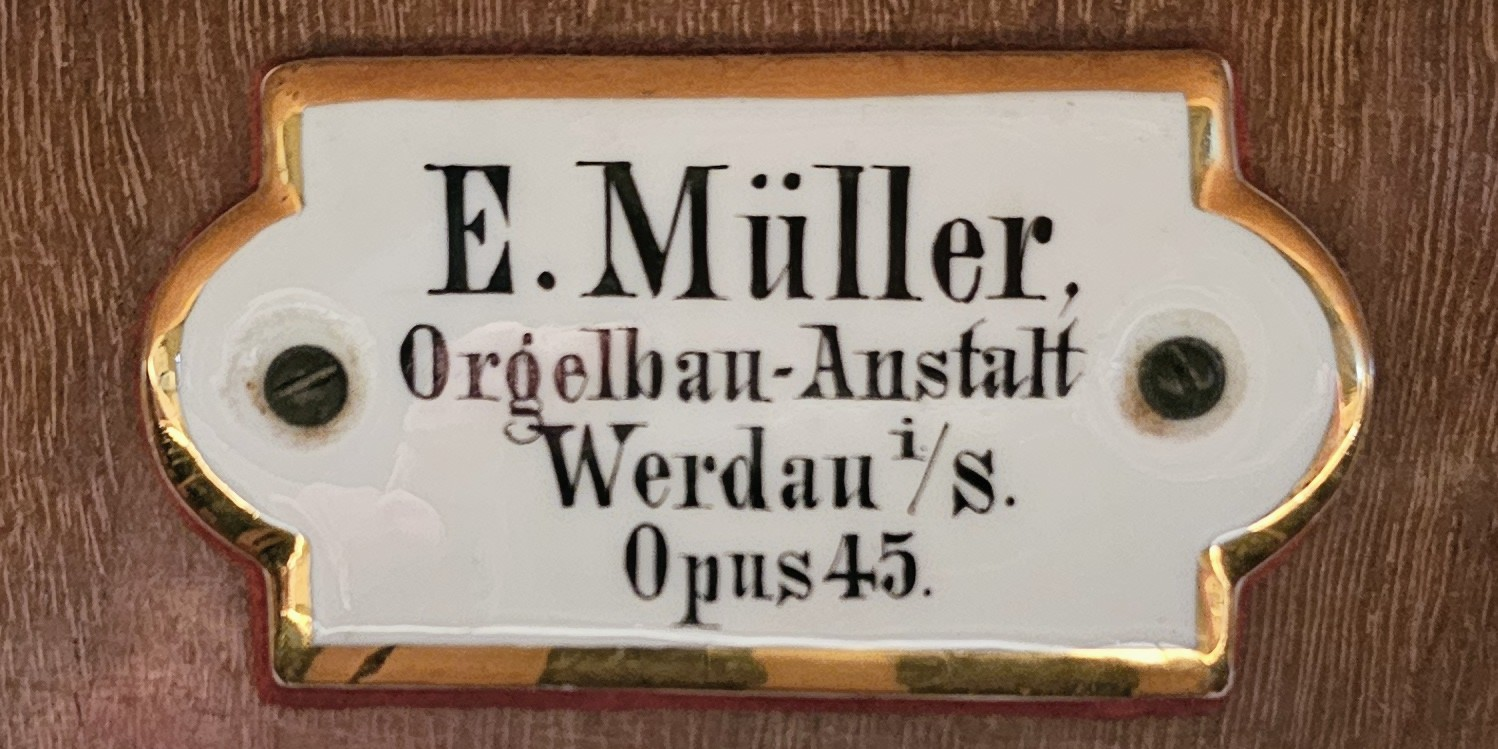
Firmenplakette in Krebes (1903)

## Leben und Wirken
Müller wurde 1857 als einziges Kind eines Müllers in Borna bei Leipzig geboren. Seine Mutter Amalia Wilhelmine war die älteste Tochter des Orgelbauers Urban Kreutzbach aus erster Ehe. Als Kind verbrachte er viel Zeit in dessen Orgelbauwerkstatt. Doch er wollte wie sein jüngster Onkel Julius Kreutzbach Klavierbauer werden. Daher nahm er 1871 die Lehre eines Tischlers auf, musste sie aber wegen des frühen Todes seines Vaters abbrechen. Als einziges Kind musste er fortan als Müller und Bäcker arbeiten, da seine Eltern neben der Müllerei noch eine Brotbäckerei betrieben. Er arbeitete ca. eineinhalb Jahre in diesen Berufen, ohne Gefallen daran zu finden.

### Lehr- und Wanderjahre
Als Emil Müller seinem Onkel Bernhard Kreutzbach beim Orgelstimmen helfen musste, ermunterte sein Onkel ihn, in seine Werkstatt nach Borna zu kommen und den Orgelbau zu erlernen. Da seine Mutter nichts davon wissen wollte, verließ er sein Zuhause ohne Abschied. Die Orgelbau-Werkstatt von Urban Kreutzbach hatten die Söhne Richard und Bernhard Kreutzbach weitergeführt. Diese nahmen ihren Neffen Emil Müller als Lehrling auf (1872–1874). Nach knapp zwei Jahren fand sein Lern- und Wissensdrang keine Befriedigung mehr, und er ging in die Fremde. Beim Orgelbaumeister Conrad Geißler in Eilenburg fand er 1875 eine Anstellung als Geselle.
Im Frühjahr 1876 ging er zum Orgelbauer Wilhelm Sauer nach Frankfurt an der Oder, der damals größten Orgelbau-Werkstatt Norddeutschlands, und erlernte den Kegelwindladenbau. Dort wurden ihm auch selbstständige Arbeiten anvertraut. Er ging unter anderem nach Lübeck, um die Orgel in der Marienkirche zu reparieren, und nach Kiel. Dort stellte er in der neuen Universität eine zweimanualige Orgel auf. Doch die in seinen Augen oberflächliche Arbeitsweise dort gefiel ihm nicht, und er ging 1877 zurück nach Borna.

### Wirken als Orgelbauer
Richard Kreutzbach war inzwischen alleiniger Inhaber der Firma Urban Kreutzbach geworden. Dort baute Emil Müller mehrere kleine Kegelladen-Orgeln und auch die dreimanualige Orgel in Roßwein. Daneben wurden auch Reparaturen durchgeführt, so zum Beispiel an den zwei Silbermann-Orgeln in Rötha bei Leipzig und an der Orgel der katholischen Kirche in Leipzig, die sein Großvater Urban Kreutzbach 1848 gebaut hatte.
Da es ab dem Frühjahr 1879 erneut an Arbeit mangelte, zog Georg Emil Müller nochmals fort, und fand in Oettingen bei der Firma G. F. Steinmeyer & Co. eine Anstellung. Hauptsächlich wurde er mit Mechanik- und Montagearbeiten beschäftigt. So war die Mechanik der Orgel in der Nürnberger Lorenzkirche zum Teil seine Arbeit. Sein Wissen im Orgelbau konnte er in Oettingen erheblich erweitern, und auch im Orgel- und Harmoniumbau hatte er manches gesehen und auch aufgezeichnet.
Im Frühjahr 1881 entschloss er sich, eine Stellung als Stimmer bei der Orgelbau Goll in Luzern anzunehmen. Nachträglich zählte er seine Zeit in der Schweiz zu seinen schönsten Lebenserinnerungen. Sein Onkel Richard Kreutzbach holte ihn 1882 nach Borna zurück, und er wurde Geschäftsführer, mit dem Versprechen, dass er das Geschäft einmal übernehmen sollte. Von 1881 bis 1888 war er in selbstständiger Stellung und machte Entwürfe für verschiedene Orgeln in Leipzig und in Gera. Danach zog sich Kreutzbach immer weiter vom Geschäft zurück und überließ es Georg Emil Müller, alle Arbeiten auszuführen, ohne ihn entsprechend zu entlohnen. Kurz vor Pfingsten 1886 ging Müller mit seinem Gehilfen Mannborg auf die übliche Frühjahrs-Stimmreise. Hier sollte sich sein weiterer Lebensweg entscheiden.

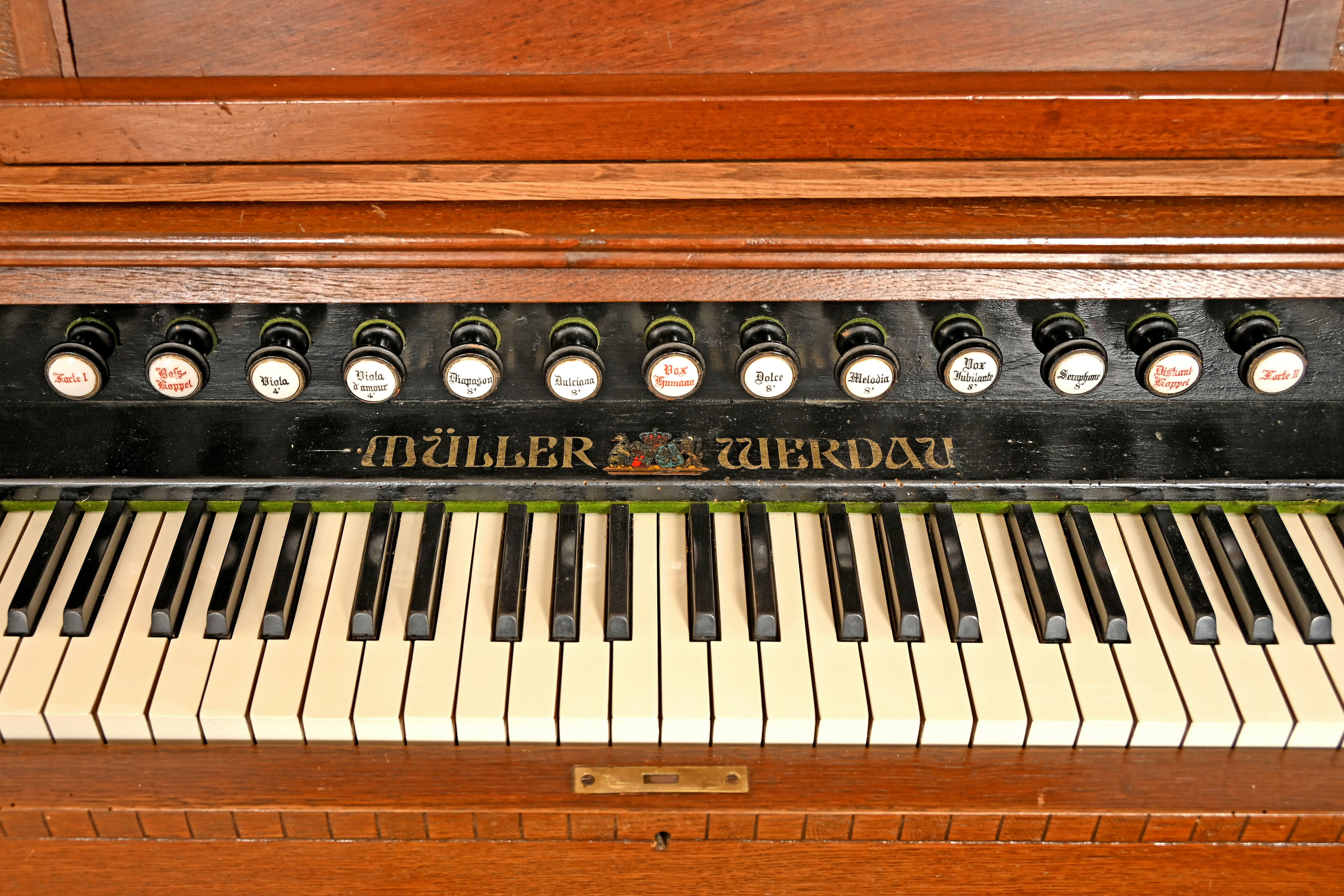
Schutzengelkapelle (Herresbach), Harmonium von Georg Emil Müller (Werdau)

### Zeit als Harmonium-Hersteller in Werdau
Am Himmelfahrtstag 1887 traf Emil Müller Johann Gotthilf Bärmig aus Werdau, einen ehemaligen Schüler aus der Werkstatt seines Großvaters Urban Kreutzbach, der ihm alles überlassen wollte, was an Material und Werkzeug vorhanden war. Nach Pfingsten 1887 gründete er seine Firma unter dem Namen Emil Müller, Gotthilf Bärmigs Nachf. Orgelbauanstalt und verbreitete dies auch mit einem Rundschreiben an die umliegenden Kirchengemeinden.
Bald danach gingen auch die ersten kleineren Aufträge ein und nach einigen Monaten der größere Auftrag zum Neubau einer dreimanualigen Orgel für die Kirche in Irfersgrün im Vogtland. Im Frühjahr 1888 bekam Müller einen Auftrag für seine zweite Orgel, konnte ein Grundstück am „Roten Berg“ erwerben und in eigenen Räumen arbeiten. 1889 begann er mit der Herstellung von Orgelteilen, und 1890 vergrößerte er seine Werkstatt. Dort baute er auch seine ersten Harmoniums. 1895 baute er ein Werkstattgebäude und 1897 einen Orgelmontagesaal. Ab 1896 häuften sich die Aufträge im Harmoniumbau, sodass er den Orgelbau weitestgehend aufgab. Um 1901 feierte er die Fertigstellung seines 1000. Harmoniums. Seine Instrumente fanden Abnehmer in der Schweiz, in Frankreich und Russland.
1903 kaufte Müller ein Fabrikgebäude in der Pestalozzistraße und baute es um. Die Produktion begann im September desselben Jahres. Nun widmete er seine ganze Kraft dem Harmoniumbau. 1904 brachte er die ersten Instrumente an die Firma „de Heer“ in Holland zum Versand, worauf viele Bestellungen folgten.
Um 1905 baute Müller seine letzte Orgel, für die Kirche in Fröbersgrün bei Plauen. Einen noch höheren Aufschwung nahm seine Fabrikation durch den Harmoniumspielapparat „Harmonista“.
Im Januar 1910 zog sich Müller vom Geschäft zurück und übergab es seinem Sohn Kurt und seinem Schwiegersohn Arwed Brandner als Teilhaber.

### Ruhestand und Tod
Emil Müller setzte sich in den Villenort Niederlößnitz und später in Pillnitz bei Dresden zur Ruhe. 1913 trat er aus der Firma aus, blieb aber bis zu seinem Tod am 4. Oktober 1928 stiller Gesellschafter. Seine Beisetzung fand am 8. Oktober 1928 auf dem Waldfriedhof in Werdau statt. Sein Grabmal wurde unter Denkmalschutz gestellt.

### Weitere Entwicklungen
Bis zum vierzigjährigen Betriebsjubiläum wurden 60.000 Müller-Harmoniums verkauft. Die Firma war zu diesem Zeitpunkt das größte europäische Unternehmen seiner Art – die Instrumente hatten Weltruf. Mehrfach wurden die Produkte auf Ausstellungen und Messen mit Medaillen ausgezeichnet. Der sächsische König ernannte die Firma zur „Hof-Harmoniumfabrik“. In den Jahren der Stagnation während der Weimarer Republik wurde ab 1931 als zweites Standbein die Möbelproduktion aufgenommen. Während des Zweiten Weltkriegs übernahm die Firma Tischlerarbeiten für das Militär; nach dem Krieg produzierte sie Möbel und Holzwaren. 1948 wurde die Firma enteignet, und 2007 wurden die Firmengebäude abgerissen.

## Werkliste (Auswahl)
| Jahr          | Ort                   | Gebäude                         | Bild | Manuale | Register | Bemerkungen |
| ------------- | --------------------- | ------------------------------- | ---- | ------- | -------- | --- |
| 1876          | Kiel                  | Christian-Albrechts-Universität |      | II/P    |          | |
| 1876          | Mannheim              | Trinitatiskirche                |      |         |          | Am 6. September 1943 bei einem Luftangriff zerstört                                                              |
| 1878          | Roßwein               | St. Marien                      |      | III/P   |          | |
| 1880          | Nürnberg              | Lorenzkirche                    |      |         |          | Arbeiten hauptsächlich an der Mechanik                                                                           |
| 1883          | Lindenau              | Schlosskirche                   |      |         |          | Entwürfe und Zeichnungen                                                                                         |
| 1884          | Leipzig               | Lutherkirche                    |      |         |          | Entwürfe und Zeichnungen                                                                                         |
| 1885          | Gera                  | Johanneskirche                  |      |         |          | Entwürfe und Zeichnungen; größte Kreutzbach-Orgel                                                                |
| 1887          | Irfersgrün/Vogtland   | Dorfkirche                      |      | II/P    |          | Erste Orgel aus seiner Zeit in Werdau; nicht erhalten                                                            |
| 1888          | Crossen an der Elster | Michaeliskirche                 |      | II/P    | 12       | nicht erhalten                                                                                                   |
| 1888          | Mülsen                | St. Micheln                     |      | II/P    | 16       | erhalten |
| 1890          | Steinpleis            | Dorfkirche                      |      | II/P    | 18       | erhalten; ursprünglich für Lutherfestspiele Zwickau im dortigen Gewandhaus aufgestellt (1889) und dann umgesetzt |
| 1888 bis 1904 | Langenbernsdorf       | St. Nicolai                     |      |         |          | Reparatur und Umbauarbeiten                                                                                      |
| 1888 bis 1904 | Lauenhain             | Dorfkirche                      |      |         |          | Reparatur und Umbauarbeiten                                                                                      |
| 1896          | Kemnitz               | Dorfkirche                      |      | II/P    | 12       | → Orgel |
| 1898          | Grimma                | Klosterkirche St. Augustin      |      | II/P    | 35       | |
| 1898          | Künsdorf              | Dorfkirche                      |      | II/P    | 8        | 2006 restauriert → Orgel                                                                                         |
| 1899          | Niederschlema         | Martin-Luther-Kirche            |      | II/P    | 16       | 1922 Umbau durch Orgelbau Eule                                                                                   |
| 1899          | Thierbach             | Wehrkirche                      |      | II/P    | 17       | 1945 im Zweiten Weltkrieg zerstört → Orgel                                                                       |
| 1901          | Ebersgrün             | Kreuzkirche                     |      | II/P    | 12       | 1974 ersetzt → Orgel                                                                                             |
| 1903          | Krebes                | Jakobikirche                    |      | II/P    | 14       | → Orgel |
| 1905          | Fröbersgrün / Plauen  | Dorfkirche                      |      |         |          | Letztes Orgelwerk von Emil Müller                                                                                |